# Витимир
Витимир — король готів, жив у IV столітті, вів у 370-тих війни проти антів, очолюваних Божем; був убитий в час боротьби проти гунів на чолі з Баламиром.

## Біографія
Остготське царство було розташовано в південній частині України на березі Чорного моря, між Доном та Дністром. При Витимирі починається відступ готів за Дунай, на територію Римської імперії.
В «Історії готів» Йордана історик розповідає, що король остготів Витимир «послав військо в межі антів і, коли вступив туди, у першій битві був переможений, але надалі діяв рішучіше й розіп'яв короля їхнього Божа з синами його і 70 старійшинами для залякування». Описана війна відбувалася в пониззі Дніпра.
У 374 гуни обрали своїм великим каганом Баламира. Зібравши військо, Баламир пішов походом проти готів на чолі з королем остготів Германрихом й переміг їх. Відомо також, що Баламир покарав готського короля Вінітара за вбивство антського царя Божа.
Йордан зводить генеалогію Вінітарія через його батька Валараванса до його діда Вультвульфа, який був рідним братом Германаріха.
На думку німецького історика Хервіга Вольфрама, ім'я Вінітар (гот. Winiþ-arja букв. «Переможець венедів»), як це зазвичай буває з пишними прізвиськами, було згодом присвоєно йому його нащадками. За його припущенням, Витимир і Вінітар є однією особою: перший з них, який згадується Амміаном Марцелліном, здобувши перемогу над слов'янами-венедами, отримав прізвисько Вінітар, яке згадується вже Кассиодором. А у Аммиана Марцелліна з аланами бореться і Витимир
| Попередник Германаріх | Король остготів 375 — 376 | Наступник Видирих |